# Leichtathletik-Weltmeisterschaften 2022/Teilnehmer (Sudan)
| Goldmedaillen | Silbermedaillen | Bronzemedaillen |
| ------------- | --------------- | --------------- |
| —             | —               | —               |

Der Sudan nahm an den Leichtathletik-Weltmeisterschaften 2022 in Eugene mit einem Athleten teil.

## Ergebnisse

### Männer

#### Laufdisziplinen
| Athlet         | Disziplin | Vorlauf      | Vorlauf | Finale | Finale |
| Athlet         | Disziplin | Zeit         | Platz   | Zeit   | Platz  |
| -------------- | --------- | ------------ | ------- | ------ | ------ |
| Yaseen Abdalla | 5000 m    | 14:15,59 min | 38      | DNQ    | DNQ    |